# You're Still the One
«You're Still the One» — третій сингл третього студійного альбому канадської кантрі-співачки Шанаї Твейн — «Come On Over» (1997). У США і Канаді пісня вийшла 27 січня 1998, в Британії — 16 лютого 1998. Пісня написана Шанаєю Твейн та Робертом Джоном Лангом; спродюсована Робертом Джоном Лангом. Музичне відео зрежисерував Девід Гоґан; прем'єра музичного відео відбулась 26 січня 1998. Сингл отримав дві платинові сертифікації від американської компанії RIAA, одну платинову сертифікацію від австралійської компанії ARIA та золоту сертифікацію від британської компанії BPI.
Пісня отримала чотири номінації на нагороду Греммі, вигравши дві у категоріях Best Country Song та Best Female Country Vocal Performance.

## Музичне відео
Музичне відео зрежисерував Девід Хоган. Зйомки проходили в Малібу та Лос-Анджелесі, США з 4 по 5 грудня 1997. Прем'єра музичного відео відбулась 26 січня 1998.
В 1998 відеокліп виграв у категорії Best Country Video Award на церемонії нагородження Billboard Music Video Awards, у категорії Viewer's Choice Award for Sexiest Video на церемонії нагородження VH1 Viewer's Choice Awards і у категорії Video of the Year на церемонії нагородження CMT Latin America Awards. Музичне відео також було номіноване на MTV Video Music Award у категорії Best Female Video.

## Список пісень
- Максі-CD

1. "You're Still The One" (Single Version) (3:19)
2. "(If You're Not in it For Love) I'm Outta Here!" (Mutt Lange Mix) (4:21)
3. "You Win My Love" (Mutt Lange Mix) (3:54)
4. "You're Still The One" (LP Version) (3:34)

- CD-сингл для США

1. "You're Still The One" (Radio Edit/Intro) (3:34)
2. "Don't Be Stupid (You Know I Love You)" (Remix) (3:37)

- CD-сингл для Європи

1. "You're Still The One" (Single Version) (3:19)
2. "You're Still The One" (Soul Solution Dance Mix) (4:03)

- Максі-CD для Канади

1. "You're Still The One" (Radio Edit w/Intro) (3:36)
2. "You're Still The One" (Album Version) (3:32)
3. "Don't Be Stupid (You Know I Love You)" (Dance Mix) (4:45)

- Максі-CD із денс міксами

1. "You're Still The One" (Soul Solution Radio Mix) (4:03)
2. "You're Still The One" (Soul Solution Extended Club Mix) (8:42)
3. "You're Still The One" (Kano Dub) (7:46)
4. "You're Still The One" (Soul Solution Percapella Dance Mix) (3:34)
5. "You're Still The One" (Radio Edit w/Intro) (3:34)

## Нагороди і номінації
В 1998 сингл «You're Still the One» виграв у категорії Best Selling Country Single на церемонії нагородження Billboard Music Awards і у категорії Single of the Year на церемонії нагородження Canadian Country Music Awards. В 1999 пісня була номінована на чотири нагороди Греммі у категоріях Song of the Year, Best Country Song, Record of the Year та Best Female Country Vocal Performance. Композиція виграла у категоріях Best Country Song і Best Female Country Vocal Performance. В 1999 пісня також виграла у категорії Song of the Year на церемонії нагородження BMI Country Songwriter Awards та BMI Pop Songwriter Awards.

## Чарти
Сингл дебютував на 75 місце чарту Billboard Hot Country Songs на тижні від 24 січня 1998. 2 травня 1998 пісня досягла 1 місця чарту і провела на такій позиції один тиждень. Пісня також досягла 2 місця американського чарту Billboard Hot 100, 2 місця канадського чарту Canadian Singles Chart та 1 місця австралійського чарту Australia Singles Chart. Сингл «You're Still the One» досяг 10 місця британського чарту UK Singles Chart. Згодом пісня увійшла у топ-10 чартів Нідерландів, Нової Зеландії і Тайваню.
Тижневі чарти
| Чарт (1998-2001)                          | Місце |
| ----------------------------------------- | ----- |
| Australian Singles Chart                  | 1     |
| Belgium (Ultratop 50 Flanders) (Фландрія) | 16    |
| Canada (Nielsen SoundScan)                | 2     |
| Canada Country Tracks (RPM)               | 1     |
| Canada Top Singles (RPM)                  | 7     |
| Canada Adult Contemporary (RPM)           | 1     |
| European Hot 100 Singles                  | 25    |
| France French Singles Chart               | 51    |
| Germany German Singles Chart              | 68    |
| Irish Singles Chart                       | 3     |
| Netherlands Dutch Top 40                  | 10    |
| Netherlands Single Top 100                | 10    |
| New Zealand Recorded Music NZ             | 9     |
| Scotland (Official Charts Company)        | 14    |
| Spanish Singles Chart                     | 24    |
| Swiss Singles Chart                       | 26    |
| UK Singles (Official Charts Company)      | 10    |
| US Billboard Hot 100                      | 2     |
| US Billboard Hot Country Songs            | 1     |
| US Billboard Adult Contemporary           | 1     |
| US Billboard Adult Top 40                 | 6     |
| US Billboard Hot Dance Singles Sales      | 3     |
| US Billboard Hot Latin Songs              | 37    |
| US Billboard Mainstream Top 40            | 3     |
| US Billboard Rhythmic                     | 20    |
| US Billboard Tropical Airplay             | 15    |

Річні чарти
| Чарт (1998)                               | Місце |
| ----------------------------------------- | ----- |
| Australian Singles Chart                  | 8     |
| Belgium (Ultratop 50 Flanders) (Фландрія) | 79    |
| Canada Country Tracks (RPM)               | 10    |
| Canada Adult Contemporary (RPM)           | 10    |
| Netherlands Dutch Top 40                  | 12    |
| Netherlands Single Top 100                | 30    |
| UK Singles (Official Charts Company)      | 111   |
| US Billboard Hot 100                      | 3     |
| US Billboard Hot Country Songs            | 24    |
| US Billboard Adult Contemporary           | 2     |
| US Billboard Adult Top 40                 | 19    |
| US Billboard Hot Dance Singles Sales      | 3     |
| Чарт (1999)                               | Місце |
| US Billboard Adult Contemporary           | 13    |

Чарти закінчення десятиріччя
| Чарт (1990-99)           | Місце |
| ------------------------ | ----- |
| Netherlands Dutch Top 40 | 97    |
| US Billboard Hot 100     | 34    |

Чарти всіх часів
| Чарт                         | Місце |
| ---------------------------- | ----- |
| US Billboard Hot 100         | 82    |
| US Billboard Hot 100 (Women) | 27    |

## Продажі
| Країна           | Сертифікація (таблиця продажів та сертифікатів) | Продажі    |
| ---------------- | ----------------------------------------------- | ---------- |
| Австралія (ARIA) | Платина                                         | +70,000    |
| Британія (BPI)   | Золото                                          | +400,000   |
| США (RIAA)       | 2× Платина                                      | +2,000,000 |